# Versus the World
Versus the World – czwarty studyjny album szwedzkiej grupy wykonującej melodic death metal, Amon Amarth, wydany 18 listopada 2002 roku nakładem Metal Blade Records.

## Lista utworów
1. "Death in Fire" – 4:54
2. "For the Stabwounds in Our Backs" – 4:56
3. "Where Silent Gods Stand Guard" – 5:46
4. "Versus the World" – 5:22
5. "Across the Rainbow Bridge" – 4:51
6. "Down the Slopes of Death" – 4:09
7. "Thousand Years of Oppression" – 5:42
8. "Bloodshed" – 5:13
9. "...And Soon the World Will Cease to Be" – 6:57

## Dysk bonusowy (Viking Edition)
1. "Siegreicher Marsch" − 7:54
2. "Sorrow Throughout the Nine Worlds" − 3:53
3. "The Arrival of the Fimbul Winter" − 4:26
4. "Burning Creation" − 4:59
5. "The Mighty Doors of the Speargod's Hall" − 5:43
6. "Under the Greyclouded Winter Sky" − 5:36
7. "Burning Creation (demo)" − 4:49
8. "Arrival of the Fimbul Winter (demo)" − 4:38
9. "Without Fear (demo)" − 4:42
10. "Risen from the Sea" − 5:43
11. "Atrocious Humanity" − 5:54
12. "Army of Darkness" − 5:27
13. "Thor Arise" − 6:31
14. "Sabbath Bloody Sabbath" (cover Black Sabbath) − 4:22

## Twórcy
- Fredrik Andersson – perkusja
- Olavi Mikkonen – gitara
- Johan Hegg – śpiew
- Johan Söderberg – gitara
- Ted Lundström – gitara basowa